# Casimiro (streamer)
Casimiro Miguel Vieira da Silva Ferreira (Rio de Janeiro, 20 de outubro de 1993), também conhecido como Cazé, é um apresentador, comentarista esportivo, influenciador digital, humorista, youtuber e streamer brasileiro, apontado como um dos maiores streamers do Brasil. Além de fazer conteúdo para a internet nos seus canais da Twitch e do YouTube, é um dos proprietários da CazéTV.

## Carreira
Casimiro começou a ganhar destaque primeiramente no canal Esporte Interativo (hoje TNT Sports Brasil) apresentando o programa “EI Games”, ao mesmo tempo que participava no canal do YouTube “De sola”, canal de humor de esquetes e conteúdo futebolístico que também pertence a TNT Sports. Casimiro chegou a cursar a faculdade de jornalismo, mas não chegou a terminá-la. Em janeiro de 2024, foi convidado para comentar no SBT Sports Rio junto com Pedro Certezas, para cobrir as férias dos comentaristas principais do programa.
Casimiro começou a se destacar dois anos depois, em 2021, após passar a fazer transmissões ao vivo diárias na Twitch. Com o seu bordão "meteu essa?" (que se tornou um conhecido meme na Internet), tornou-se uma sensação ao fazer suas transmissões de um jeito descontraído, misturando futebol com humor. Com todo esse sucesso, e com o seu conteúdo peculiar, futebolístico (tema de destaque no Brasil) e engraçado, atraiu um enorme público, no qual a maioria são mais jovens, sendo considerado um dos maiores streamers e a revelação do ano, além de ter sido o quinto mais assistido do Brasil no ano.
Devido à sua ascensão em 2021, foi um dos 15 indicados para o Prêmio Comunique-se, na categoria "Jornalista Influenciador Digital", venceu o Prêmio iBest na categoria "Twitcher do Ano" e venceu o Prêmio eSports Brasil na categoria "Personalidade do Ano" (foi também indicado a categoria "Melhor Streamer do Ano", mas não ganhou nesta). Também chegou marca de 200 milhões de visualizações de seu canal de cortes no YouTube.
Em janeiro de 2022, anunciou que sairia do SBT para investir em outros projetos e no dia 22 do mesmo mês, foi anunciado que Casimiro iria transmitir 16 jogos do Campeonato Carioca em suas transmissões ao vivo na Twitch após fechar uma parceria com a empresa LiveMode, responsável por gerir campeonatos como o Paulista e a Copa do Nordeste.
Após assistir e reagir ao primeiro episódio da série Neymar - O Caos Perfeito da Netflix, Casimiro conseguiu bater o recorde de espectadores simultâneos da Twitch no Brasil em 24 de janeiro de 2022, com mais de 545 mil pessoas acompanhando a transmissão, marca que o fez alcançar primeiro lugar de maiores transmissões nacionais na plataforma, além de ter entrado também no top 10 de pico de audiência na história da Twitch global, ocupando a nona colocação. Em abril de 2022, tornou-se o streamer com mais assinantes no mundo, ultrapassando 97 mil usuários. No dia 19 de maio, Casimiro foi banido da Twitch por 48 horas por violação de direitos autorais, ao transmitir os melhores momentos da Liga Europa da UEFA. Foi desbanido após 3 horas e 27 minutos.
Em 1 de julho, anunciou um novo canal e projeto no YouTube, intitulado "Que Papinho!", sendo uma espécie de programa de interação com inúmeras personalidades tanto do mundo do futebol quanto de fora.
No dia 23 de outubro de 2022, o senador Flávio Bolsonaro postou em seu Instagram uma imagem editada onde Casimiro estava segurando dois balões que formavam o número 22, fazendo alusão de que o streamer estaria apoiando o número do partido de seu pai, Jair Bolsonaro, em sua tentativa de reeleição para presidência da República. No entanto, na imagem verdadeira Casimiro segura dois balões formando o número 29, idade que completava no dia que foi tirada a foto. Horas depois, o streamer repudiou o ato do senador e declarou apoio ao candidato Lula, concorrente de Bolsonaro:
| “                                   | Assim que acordei vi a montagem tosca feita com o intuito de enganar o eleitor a uma semana do segundo turno. Repudio a utilização da minha imagem sem autorização para fins eleitorais e reafirmo minha posição de insatisfação com o atual governo. Como sabem, dia 30 meu voto é 13. | ” |
| — Casimiro, em sua conta no Twitter | |   |

Em menos de 24 horas, o tweet se tornou o mais curtido do Brasil, superando o do futebolista Vinícius Júnior feito no dia 16 de setembro de 2022, que tem 758,7 mil curtidas. Já no dia 30 de outubro, esse recorde foi superado pelo tweet do presidente reeleito Luiz Inácio Lula da Silva, que bateu mais 1,4 milhões de curtidas, superando os mais 1,3 milhões do streamer.
Em novembro, foi eleito pela revista GQ Brasil como o "Homem do Ano" na categoria Conteúdo Digital. Ainda em novembro, no dia 4, anunciou que em parceria com a LiveMode e a FIFA, que iria transmitir todos os jogos da Copa do Mundo de graça, por meio de suas plataformas na internet, e contratou vários jornalistas, ex-jogadores e streamers. A parceria com Casimiro se tornou possível após a Globo perder a exclusividade das transmissões digitais da Copa com a FIFA no ano anterior, e foi elogiada na mídia pelo número de espectadores simultâneos e visualizações em vídeos após as partidas, superior a programas populares na TV brasileira. No dia da partida entre Catar e Equador, os canais de Casimiro na Twitch e no YouTube tiveram mais de 1 milhão de espectadores ao vivo e mais de 5,4 milhões de visualizações em 24 horas. Com essa transmissão, atingiu um pico de mais de 3,48 milhões de pessoas simultâneas na transmissão ao vivo do YouTube, superando o recorde anterior da cantora Marília Mendonça (3,31 milhões) de transmissão ao vivo mais assistida na história do Brasil na plataforma. Também tornou-se o primeiro youtuber a transmitir uma Copa do Mundo no YouTube.

## Vida pessoal
Casimiro nasceu no Rio de Janeiro e é filho único dos imigrantes portugueses Amadeu e Maria de Fátima. Seu pai era sócio e balconista de uma esfiharia no Largo do Machado.
Casimiro é torcedor fanático do Vasco da Gama. No dia 19 de dezembro de 2022, logo após as transmissões da Copa do Mundo FIFA pelo seus canais no YouTube e na Twitch, o streamer se casou com a arquivologista Anna Beatriz Lima no Rio de Janeiro. Casimiro e Anna Beatriz se conheceram por meio de uma página de humor relacionada ao Vasco e namoraram por quase dez anos antes de se casarem. No casamento, o noivo utilizou uma aliança do Vasco e os convidados cantaram músicas do clube.

## Títulos
Como treinador
- Copa ACERJ: 2023[43]

## Prêmios e indicações
| Ano  | Nome                                                 | Categoria                                   | Colocação | Ref.          |
| ---- | ---------------------------------------------------- | ------------------------------------------- | --------- | ------------- |
| 2021 | Prêmio eSports Brasil                                | Personalidade do Ano                        | Venceu    | [ 44 ] [ 45 ] |
| 2021 | Prêmio eSports Brasil                                | Melhor Streamer do Ano                      | Indicado  | [ 44 ] [ 45 ] |
| 2021 | Prêmio iBest                                         | Twitcher do Ano                             | Venceu    | [ 46 ]        |
| 2021 | Melhores da Mídia Esportiva                          | Revelação do Ano                            | Venceu    | [ 47 ]        |
| 2021 | Prêmio Notícias da TV                                | Melhor Jornalista ou Comentarista Esportivo | Indicado  | [ 48 ]        |
| 2021 | Splash Awards                                        | Melhor Youtuber                             | Indicado  | [ 49 ]        |
| 2021 | Prêmio Comunique-se                                  | Jornalista Influenciador Digital            | Indicado  | [ 12 ]        |
| 2022 | Prêmio Cubo de Ouro                                  | Personalidade Geek do Ano                   | Indicado  | [ 50 ]        |
| 2022 | Prêmio Cubo de Ouro                                  | Streamer Geek do Ano                        | Indicado  | [ 50 ]        |
| 2022 | Prêmio iBest                                         | Streamer do ano                             | Venceu    | [ 51 ]        |
| 2022 | Prêmio iBest                                         | Influenciador Rio de Janeiro                | Indicado  | [ 51 ]        |
| 2022 | Prêmio iBest                                         | Esportes                                    | Venceu    | [ 51 ]        |
| 2022 | MTV Millennial Awards Brasil                         | Ícone Miaw                                  | Indicado  | [ 52 ]        |
| 2022 | MTV Millennial Awards Brasil                         | Creator Supremo                             | Indicado  | [ 52 ]        |
| 2022 | MTV Millennial Awards Brasil                         | Miaw Futebol Clube                          | Venceu    | [ 52 ]        |
| 2022 | MTV Millennial Awards Brasil                         | Streamer BR                                 | Venceu    | [ 52 ]        |
| 2022 | CCXP Awards                                          | Melhor Streamer Masculino                   | Venceu    | [ 53 ]        |
| 2022 | Meme Awards                                          | Twitteiro do Ano                            | Indicado  | [ 54 ]        |
| 2022 | Meme Awards                                          | Meme do ano                                 | Indicado  | [ 54 ]        |
| 2022 | Prêmio eSports Brasil                                | Personalidade do Ano                        | Venceu    | [ 55 ]        |
| 2022 | GQ Brasil: Homem do Ano                              | Conteúdo Digital                            | Venceu    | [ 56 ]        |
| 2022 | Bloomberg: The 500 Most Influential of Latin America |                                             | Venceu    | [ 57 ]        |
| 2022 | Forbes 30 Under 30                                   |                                             | Venceu    | [ 58 ]        |
| 2022 | Veja Rio: Cariocas do Ano                            | Internet                                    | Venceu    | [ 59 ]        |
| 2023 | Prêmio iBest                                         | Streamer Influenciador                      | Venceu    | [ 60 ]        |
| 2023 | Prêmio iBest                                         | Influenciador Rio de Janeiro                | Venceu    | [ 60 ]        |
| 2023 | Prêmio iBest                                         | Creator do Ano                              | Venceu    | [ 60 ]        |
| 2023 | Prêmio iBest                                         | Personalidade Influenciadora                | Venceu    | [ 60 ]        |
| 2023 | Prêmio iBest                                         | Influenciador de Esportes                   | Venceu    | [ 60 ]        |
| 2023 | Bloomberg: The 500 Most Influential of Latin America |                                             | Venceu    | [ 61 ]        |
| 2023 | TikTok Awards Brasil                                 | Medalha de Ouro                             | Indicado  | [ 62 ]        |
| 2023 | Splash Awards                                        | Melhor influenciador                        | Venceu    | [ 63 ]        |
| 2023 | Splash Awards                                        | Melhor programa ou canal de cultura pop     | Venceu    | [ 63 ]        |
| 2024 | Bloomberg: The 500 Most Influential of Latin America |                                             | Venceu    |               |
| 2024 | Splash Awards                                        | Melhor comentarista esportivo               |           | [ 64 ]        |